# Aggsjön (Svennevads socken, Närke, 654054-147470)
Aggsjön är en sjö i Hallsbergs kommun i Närke och ingår i Nyköpingsåns huvudavrinningsområde.